# Hoogstraat (Leudal)
Hoogstraat (Limburgs: Hoeëgstraot) is een buurtschap in de gemeente Leudal in de Nederlandse provincie Limburg. Zij is gelegen tussen de dorpen Ell en Hunsel, zo’n twee 1,5 kilometer ten zuiden van de dorpskom van Ell. Tot het ontstaan van de gemeente Leudal in 2007 behoorde ze tot de gemeente Hunsel. Er wonen (anno 2014) circa 100 inwoners.
De buurtschap ligt als een straatnederzetting aan de gelijknamige verbindingsweg tussen Ell en Hunsel en bestaat uit circa 60 woningen en boerderijen. Enkele verspreide bebouwing aan de Kapittelstraat, Koelstraat en de Scheidingsweg wordt ook tot de buurtschap gerekend. In het noorden wordt ze begrensd door Ell, in het oosten door het Kanaal Wessem-Nederweert, in het zuiden door Hunsel en in het noorden door het buitengebied van Haler. Kadastraal gezien valt de buurtschap geheel onder de woonplaats Ell.
Aan de Hoogstraat (huisnummers 55-57-57a) bevindt zich de voormalige zuivelfabriek 'De Fuus' uit het jaar 1909. Dit complex is aangewezen als gemeentelijk monument.
Dorpen: Baexem · Buggenum · Ell · Grathem · Haelen · Haler · Heibloem · Heythuysen · Horn · Hunsel · Ittervoort · Kelpen-Oler · Neer · Neeritter · Nunhem · Roggel

Buurtschappen: Aan de Bergen · Aan het Broek · Achter het Klooster · Asbroek · Beekkant · Berik · Blenkert · Brumholt · Caluna · Castert · De Horck · Dries · Eiland · Eind · Ellerhei · Gendijk · Geneijgen · Gerhegge · Haelense Broek · Hanssum · Heiakker · Heide (Heythuysen) · Heide (Roggel) · Heioord · Heugde · Hoek · Hollander · Hoogschans · Hoogstraat · De Horck · Kappert · Karreveld · Keizerbos · Kinkhoven · Laak · Maxet · Mortel · Nijken · Op de Bos · Ophoven · Overhaelen · Roligt · Santfort (deels) · Schaapsbrug · Schans (Ell) · Schans (Roggel) · Schillersheide · Smidstraat · Strubben · Uffelse · Venne · Vestjenshoek · Vlaas · Waije

Voormalige gemeenten: Haelen · Heythuysen · Hunsel · Roggel en Neer

Limburg: Steden en dorpen      Nederland: Provincies · Gemeenten